# أدولف جوتستين
أدولف جوتستين (بالألمانية: Adolf Gottstein) ‏(2 نوفمبر 1857 - 3 مارس 1941) في بري سينليو إحدى مدن سيليزيا وهو أخصائي ألماني جامعة في علم الصحة الاجتماعي.
ودرس الطب في ثلاث جامعات وهي (فروتسواف، ستراسبورغ، لايبتزغ) وقد حصل على درجة الدكتوراه في اطروحة تخثر الدم (تجلط الدم).انتقل إلى برلين، حيث عمل في عيادة طبية خاصة حتى عام 1911، وقضى وقت فراغه في إجراء البحوث في مختبرات عالم الأمراض كارل فريدلندر (1847-1887)، وطبيب الصيدلة أوسكار ليبريتش (1839-1908) وطبيب علم الجراثيم روبرت كوخ (1843-1910) لقد كان هناك اهتمام كبير لدى جوتستين في الصحة الإجتماعية والدراسات الإحصائية، وقضايا الصحة الإجتماعية من وجهة نظر طبية.
و قد أصبح مستشار بلدي في عام (1906) في برلين – شارلوتن بورغ، ومتبوعا بتعيين مجلس المدينة الطبي في عام (1911).وقد أصبح مستشار طبي خاص عام (1914) وايضا أصبح مدير وزاري عام (1919-1924) وبعد هذه القرارات أصبح  لديه موقف تقدمي بشأن الصحة العامة واصبح يرتبط بمبادرات تتضمن تأسيس مجلس صحة الدولة البولسية تعدل لصحة العامة الذي يتضمن الشكل وتأسيس ثلاث اكاديميات في الصحة الأجتماعية.

## كتابات مختارة
1) دراسات علم الاوبئة عن الخناق والحمى القرمزية  (دراسات علم الاوبئة عن الخناق والحمى القرمزية،1895
2)علم الاوبئة العام  (علم الاوبئة العام)، 1897
3) فترات الموت (الدفتيريا واسبابها، دراسات وبائية) 1903
4) تعليم عقيدة الموت (علم الموت والبشرة في الطب)،1925
5) دليل النظافة الاجتماعية والرعاية الصحية، مع آرثور شلوسمان (1867-1932)ولوديغ تيليكي (1872-1957)،1925-27
6) علم الاوبئة العام لمرض السل (علم الاوبئة العام لمرض السل)،1931.